# Albert L. Reeves junior
Albert Lee Reeves Jr. (* 31. Mai 1906 in Steelville, Crawford County, Missouri; † 15. April 1987 in La Jolla, Kalifornien) war ein US-amerikanischer Politiker. Zwischen 1947 und 1949 vertrat er den Bundesstaat Missouri im US-Repräsentantenhaus.

## Werdegang
Albert Reeves war der Sohn von Albert L. Reeves (1873–1971), der als Abgeordneter im Repräsentantenhaus von Missouri saß und von 1923 bis 1954 als Bundesrichter am United States District Court für West-Missouri fungierte. Der jüngere Reeves besuchte die öffentlichen Schulen in Kansas City und studierte danach bis 1927 am William Jewell College in Liberty. In den Jahren 1927 und 1928 unterrichtete er an der Baylor University in Waco (Texas). Anschließend setzte er bis 1929 seine eigene Ausbildung mit einem Studium an der Harvard University fort. Nach einem Jurastudium an der University of Missouri und seiner 1931 erfolgten Zulassung als Rechtsanwalt begann er in Kansas City in diesem Beruf zu arbeiten. Während des Zweiten Weltkrieges diente Reeves als Offizier in der US Army. Dabei war er in Britisch-Indien, Burma und der Republik China eingesetzt. Bei seinem Ausscheiden aus dem Militärdienst im April 1946 hatte er es bis zum Oberstleutnant gebracht.
Nach seiner Militärzeit praktizierte Reeves wieder als Anwalt. Gleichzeitig begann er als Mitglied der Republikanischen Partei eine politische Laufbahn. Bei den Kongresswahlen des Jahres 1946 wurde er im fünften Wahlbezirk von Missouri in das US-Repräsentantenhaus in Washington, D.C. gewählt, wo er am 3. Januar 1947 die Nachfolge des Demokraten Roger C. Slaughter antrat. Da er im Jahr 1948 nicht bestätigt wurde, konnte er bis zum 3. Januar 1949 nur eine Legislaturperiode im Kongress absolvieren. Diese war von den Spannungen des beginnenden Kalten Krieges geprägt.
Nach seinem Ausscheiden aus dem US-Repräsentantenhaus arbeitete Albert Reeves in Kansas City und Washington als Rechtsanwalt. Er wurde auch Vizepräsident der in San Francisco ansässigen Firma Utah Construction & Mining Co. Außerdem war er einer der Direktoren der Marcona Corporation. Er zog nach Pauma Valley in Kalifornien, wo er seinen Lebensabend verbrachte, und starb am 15. April 1987 in La Jolla.